# Giuseppe Antonio Paganelli
Giuseppe Antonio Paganelli (Pàdua (Itàlia), 6 de març, 1710 - probablement a Madrid, abans de 1764), va ser un cantant i compositor d'origen italià que va treballar en diverses ciutats europees. Va ser un representant musical del barroc tardà, que va utilitzar els mitjans de l'estil galant.

## Biografia
Paganelli provenia d'una família adinerada i va rebre una àmplia educació general. Giuseppe Tartini podria haver estat un dels seus professors musicals.
Des del 1731/32 va aparèixer davant del públic de la seva ciutat natal amb l'"Accademia dei dilettanti" com a compositor d'un oratori i cantates. Per a l'òpera de Venècia va crear La caduta di Leone i Tigrane el 1732/33. A partir del 1733 va treballar com a clavecinista en una companyia d'òpera dirigida per Antonio Maria Peruzzi a Augsburg. La seva estada a Rheinsberg està documentada el 1736. El 1737-38 va ser nomenat "Mestre de Música de Cambra" de la Margravina Guillemina de Prússia, on la seva dona Johanna treballava com a cantant. Als calendaris de la cort de Bayreuth se li atorga el títol de Mestre de Cambra, i en el bateig d'un fill a Erlangen, el registre de l'església indica que és Mestre de Música de Cambra.
No hi ha proves directes del període posterior. Paganelli va mantenir relacions amb diverses corts alemanyes sense un càrrec permanent, particularment a Braunschweig (1737–39), Gotha, Durlach i Munic (1747). Les seves òperes també van aparèixer a Venècia (1742/43) i Florència (1746).
A partir de 1756 va portar el títol de "Director de Música de Cambra del Rei d'Espanya" a la música impresa, cosa que significa que probablement va viure a Madrid. De l'estampa parisenca dels seus 30 duos "dernier œuvre", publicada el 1764 per Leloup, es pot concloure que havia mort en aquella època.

## Obra
Paganelli prové de la tradició de l'òpera seriosa italiana. A Alemanya combina elements estilístics italians, francesos i alemanys i escriu amb un estil galant. Les seves obres per a piano van ser interpretades per aficionats fins a principis del segle XIX.

### Música vocal
- Apoteosi di Alcide, Cantate (1731/32, Pàdua, nicht erhalten)
- "Il figliul prodigo", Oratori (1731/32, Pàdua, nicht erhalten)
- Narciso al fonte, Cantate (1731/32, Pàdua)
- Sis Horazoden per a soprano (Quinti Horatii Flacci odes sex selectae fidibus vocalique musicae... restitutae), c. 1745
- "Premier recueil d'ariettes italiennes et françoises avec simfonie", um 1745
- Arien (diferents manuscrits)

### Obres escèniques
Les òperes només es coneixen pel nom.
- La caduta di Leone, imperator d'Oriente (tardor de 1732, Venècia)
- Ginestra e Lichetto (Carnaval 1733, Venècia)
- Tigrane (Carnaval 1733, Venècia)
- El pastor regnant (Primavera de 1735, Praga)
- Arrenione (1736, Brunswick)
- Artaserse (1737, Braunschweig)
- L'asilo d'Amore (1737, Braunschweig)
- Tirsi (1737, Wolfenbüttel)
- Tirsi (1737, Erlangen)
- Dido (1738, Erlangen)
- Farnace (1738, Braunschweig)
- Barsina (tardor de 1742, Venècia)
- Engelberta (Carnaval de 1743, Venècia)
- La forza del sangue (Carnaval 1743, Venècia)
- Rosmira (1746, Florència)

### Música instrumental
- 24 Sonates per a 2 violins/flautes i si bemol major (1740–42)
- 6 Sonates per a 2 violins/flautes i si bemol major (cap al 1745)
- 30 Duos per a 2 violins/flautes (1742–64)
- Sonates en trio per a flauta, violí i b. c.
- Sis sonates per a flauta i si bemol major. (cap al 1750)
- 30 Ariae per organo et clavecí (1756)
- 3 Sonates per a clavecí (1757–62)
- Divertiment per al bell sexe, o sis sonatines, per a clavicèmbal (cap al 1760)
- Concert per a Soprano-Chalumeau i cordes, si bemoll major, titulat «Concerto p. il Clareto»
- Simfonia en fa major – Simfonia de Nadal per a orquestra de corda